# Cyrille Lemoine

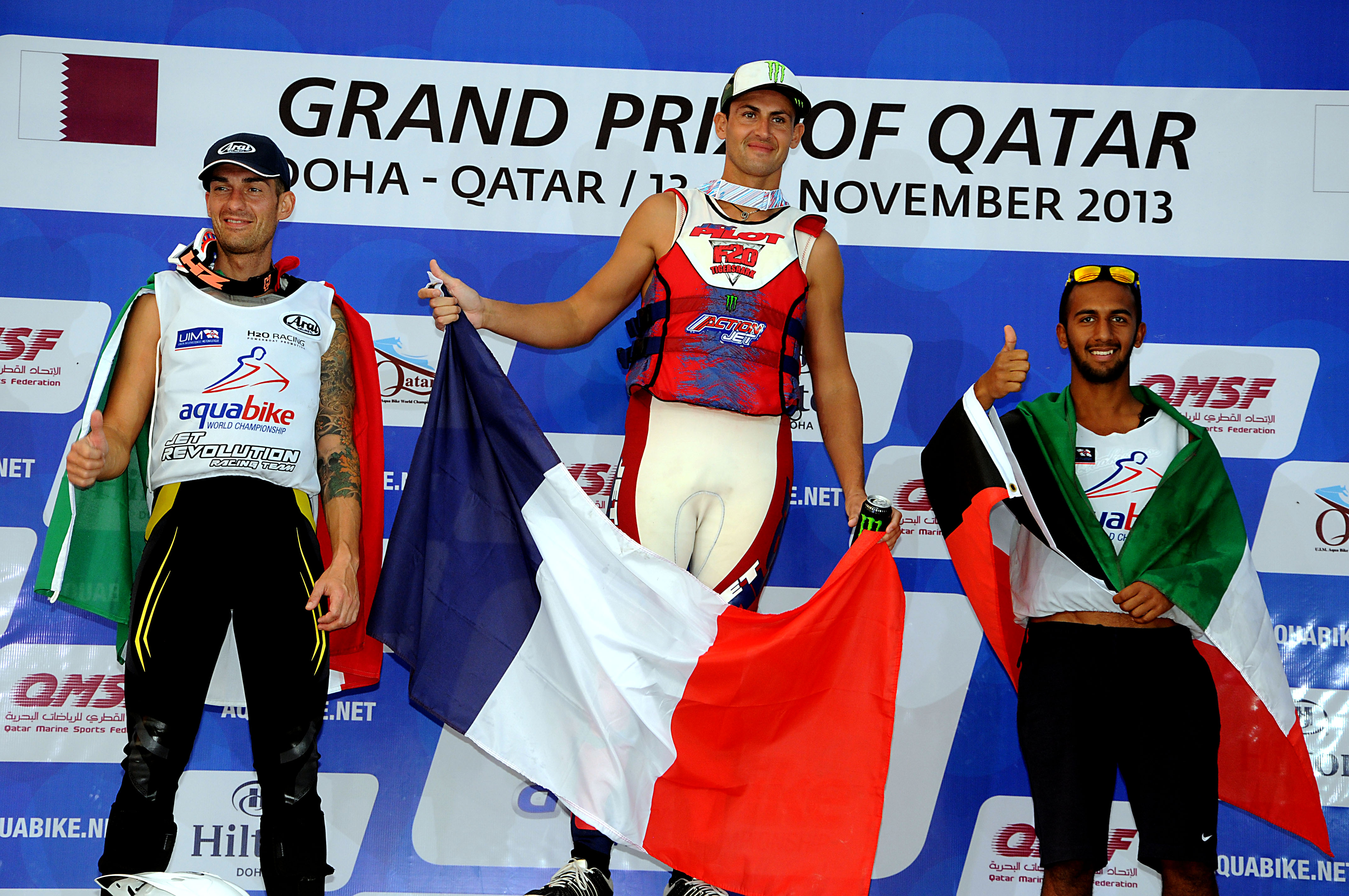

Pour les articles homonymes, voir Lemoine.
Ne doit pas être confondu avec Cyril Lemoine.
Cyrille Lemoine, né le 30 juillet 1977 au Creusot, est un pilote français professionnel de motomarine (jet-ski).

## Biographie
Cyrille Lemoine débute la moto cross en 1989 avant de se lancer en 1995 dans le jet ski.

## Palmarès
- 13 fois Champion de France
  - 1995
    - Champion de France Sport stock

1997
    - Champion de France Sport F1

2000
    - Champion de France 1200 PRO

2008
    - Champion de France Endurance F1
    - Champion de France Vitesse Run F1

2010
    - Champion de France Slalom
    - Champion de France Vitesse Run F1

2014
    - Champion de France Vitesse Run Élite

- 4 fois Champion d'Europe

- 12 fois Champion du monde
  - 1998
    - Champion du monde Offshore stock

2008
    - Champion du Monde Rallye jet
    - Champion du Monde Offshore

2010
    - Champion du Monde UIM Offshore
    - Champion du Monde UIM vitesse
    - Champion du Monde UIM slalom

2012
    - Vice-Champion du Monde UIM

2013
    - Champion de France UIM Vitesse
    - Champion du Monde UIM slalom
    - Vice-Champion du Monde UIM Vitesse

2016
    - Champion du monde UIM offshore

- - 2017
    - Champion des États-Unis Offshore (Catalina Race)